# Slag om de Filipijnen (1941-1942)
De Slag om de Filipijnen betrof de invasie van de Filipijnen door Japan in 1941-1942 en de verdediging van de eilanden door de Filipino en Amerikaanse strijdkrachten. Hoewel het resulteerde in een Japanse overwinning, werden de overwinnaars wel vertraagd door de doortastendheid van de verdedigers in andere gebieden, alsmede droeg het bij aan de geallieerde tegenaanvallen in het zuidwesten van de Grote Oceaan, vanaf het eind van 1942. Het wordt gezien als de grootste militaire nederlaag die de Verenigde Staten ooit geleden heeft.

## De verdediging
Vanaf medio 1941, na een groeiende spanning tussen Japan en enkele andere mogendheden, waaronder de Verenigde Staten, Engeland en Nederland, begonnen veel landen in Zuidoost-Azië met de voorbereidingen voor een mogelijke oorlog.
In december 1941, behoorden de gecombineerde verdedigende krachten in de Filipijnen bij het Filipijnse Leger, onder bevel van Generaal Douglas MacArthur, die als Chef van de Staf van de VS was gepensioneerd in 1937, en het bevel over het Filipijnse Leger accepteerde. MacArthur's taak, gegeven door de regering van de Filipijnen, bestond voornamelijk uit het reformeren en opzetten van een leger dat voornamelijk uit reservisten bestond. Het leger bleef onder andere in uitrusting, training en organisatie sterk in gebreke.
Het garnizoen van de VS, dat bestond uit 22.532 manschappen, ook bekend als de Filipijnse Afdeling, stond onder bevel van generaal-majoor George Grunert. Het bestond voornamelijk uit de Filipijnse divisie van de VS, dat gedeeltelijk bestond uit een vrij groot aantal Filipijnen, dat diende als verkenners. Het garnizoen werd versterkt door 8500 manschappen van de Nationale Reserve van het vasteland van de Verenigde Staten, dat gedeeltelijk bestond uit de enige gepantserde eenheden, twee tankbataljons.
De US Army Air Corps Far East Air Force (FEAF), onder bevel van generaal-majoor Lewis H. Brereton, was de grootste luchtformatie van de VS buiten de Verenigde Staten, en bestond uit 107 P-40 gevechtsvliegtuigen en 35 B-17 bommenwerpers.
MacArthur organiseerde de verdedigers in vier verschillende eenheden. De North Luzon Force, onder bevel van Majoor-generaal Jonathan M. Wainwright, verdedigde de meest logische aanvalsplaatsen voor amfibische aanvallen en de centrale vlakten. Dit gebied bestond ook uit het schiereiland Bataan, de aangewezen plek om eventueel op terug te vallen, dat bij de Baai van Manilla lag. De strijdkrachten van Waintwright bestonden uit de 11e, 21e en 31e infanteriedivisies van het Filipijnse Leger, de 26e cavaleriedivisie van de VS (een verkenningseenheid), een bataljon van de 45e infanteriedivisie (ook een verkenningseenheid), twee batterijen bestaande uit 144 mm kanonnen en een bergkanon. De Filipijnse 71e infanteriedivisie diende ook als een reserve en kon alleen ingezet worden op orders van MacArthur.
De South Luzon Force, onder Brigadegeneraal George M. Parker Jr. moest de zone ten oosten en zuiden van Manilla in de gaten houden. Parkers leger bestond uit de 41e en 51e infanteriedivises van het Filipijnse leger en twee batterijen van de Amerikaanse 86e artilleriedivisie van (oorspronkelijk ook een verkenningseenheid).
De 'Visayan-Mindanao eenheid, onder bevel van Brigadegeneraal William F. Sharp, bestond uit het 61e en 81e infanteriedivises van het Filipijnse leger en de 101e infanteriedivisie.
Een reserve-eenheid, onder direct bevel van MacArthur, was samengesteld uit de Filipijnse Divisie, de Far East Air Force en eenheden van het hoofdkwartier van het Filipijnse Leger en Filipijnse Afdeling, ten noorden van Manilla gestationeerd. Vier Amerikaanse artillerieregimenten bewaakten de ingang van Manilla, waaronder het eiland Corregidor.

### Het dispuut van deFar East Air Force
Na de uitbraak van de oorlog op 7 december 1941, moedigde Brereton zijn bazen aan om bombardementen tegen Formosa, toen Japans grondgebied en waarvaan het heel goed mogelijk zou zijn dat daar een Japanse aanval gelanceerd zou worden, uit te voeren, maar zijn verzoek werd afgeslagen. Dit bleek een grote fout te zijn, omdat er te weinig luchtafweergeschut op de Filipijnen was, en de FEAF was bijna verslagen op de grond, door middel van luchtbombardementen in de komende dagen.

## De invasie
Het Japanse 14e leger, onder bevel van Generaal Masahary Homma, begon zijn invasie met een landing op het eiland Batan (niet te verwarren met het schiereiland Bataan), ten noorden van Luzon, op 8 december 1941. Dezelfde dag werd de helft van de Amerikaanse luchtmacht op Luzon vernietigd door Japanse luchtaanvallen, deels door miscommunicaties aan Amerikaanse zijde en deels doordat de Japanners de Amerikanen wisten te verrassen. Landingen op het vasteland volgden twee dagen later, op 10 december. Door de vernietiging van de Amerikaanse luchtmacht hadden de Japanners al vanaf het begin de hegemonie in het luchtruim.
Vanaf 11 tot en met 23 december, viel het meeste grondgebied van Luzon in Japanse handen, waarna landingen op het zuidelijke puntje van Luzon, bij Legazpi, volgden, alsmede in de Golf van Lingayen en op Mindanao. Het merendeel van de geallieerde strijdkrachten gaf zich na een tijd over, of werden onder de voet gelopen door de Japanse overmacht. De Filipijnse Divisie van de VS positioneerde zich in het landschap om de terugtrekkingen van de troepen, op weg naar Bataan, te dekken. Dit werd ook gedaan vanuit het oogpunt om Japanse vooruitgang van de Japanners in het gebied van de Subicbaai tegen te gaan. Op 23 december liet MacArthur zijn bevelhebbers in het veld weten dat hij bezig was een plan van voor de oorlog te reactiveren. Dit hield in dat hij alleen Bataan en Corregidor wilde verdedigen, zowel de militaire hoofdkwartieren als de Filipijnse overheid ging op weg naar Corregidor. Toch bleef er nog een groot aantal strijdkrachten in andere gebieden voor enige maanden.

## De slag om Bataan
Op 30 december ging de Filipijnse 31e infanteriedivisie op weg naar de buurt van de Zigzag Pas om de flanken van de terugtrekkende troepen van centraal- en Zuid-Luzon te dekking te geven. De Filipijnse Divisie van de VS organiseerde zijn posities bij Bataan. De 31e divisie ging daarna op weg naar een defensieve stelling op de westelijke kant van de Olongapo-Manilla weg, nabij het kruispunt van Layac, in het noorden van het Bataan schiereiland, op 5 januari 1942. Men was gedwongen het kruispunt op 6 januari uit handen te geven, maar de terugtrekking naar Bataan was een vrij groot succes. De 31e divisie nam een reservepositie in op het schiereiland om zich te herstellen van de verliezen van de vuurgevechten in de flanken.

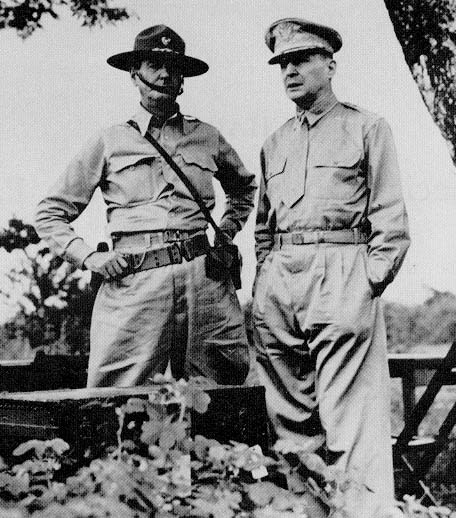
Generaals Wainwright (links) en MacArthur

Vanaf 7 tot 14 januari, concentreerden de Japanners zich op verkenning en voorbereidingen voor een aanval op de algehele verdedigingslinie van Abucay. Filipijnse en Amerikaanse strijdkrachten wisten de nachtelijke aanvallen nabij Abucay, op 10 tot 12 januari, te weerstaan, en op 16 januari voerden eenheden van de Filipijnse Divisie van de VS een tegenaanval uit. Dit bleek echter geen succes en de divisie was op 26 januari gedwongen om terug te trekken naar een reservepositie in het Cas Pilar-Bagec gebied.
De Japanners ondernamen in de volgende weken, bewust van de hevige verliezen, patrouilles en gelimiteerde lokale aanvallen. Omdat de geallieerde positie steeds teruggetrokken moest worden, beval de president van de VS, Franklin Delano Roosevelt, MacArthur om zich vanaf Corregidor naar Australië te verplaatsen, als Opperbevelhebber van het Zuidwestelijke Pacifische Gebied. (MacArthur's bekende toespraak over de Filipijnen, waarin hij zei: “Ik kwam uit de Bataan en ik zal terugkeren”, werd bij Terowie, Zuid-Australië op 20 maart uitgesproken). Wainwright kreeg het bevel over de geallieerde strijdkrachten in de Filipijnen op 12 maart. Tijdens deze periode werden eenheden van de Filipijnse Divisie van de VS heen en weer geschoven om andere sectoren ook te verdedigen.
De geallieerde strijdkrachten, nu verzwakt door slechte voeding, ziekte en een veel te lange blootstelling aan gevecht, kregen vanaf 28 maart een nieuwe aanvalsgolf van de Japanners te verduren. Op 3 april braken de Japanners door de gaten in de geallieerde linies langs de berg Samat. De Filipijnse Divisie van de VS, niet langer actief als een gecoördineerde eenheid, was niet in staat om een tegenaanval tegen de hevige aanvallen van de vijand uit te voeren. Op 8 april werden de Amerikaanse 57e infanteriedivisie en de Filipijnse 31e divisie overrompeld bij de Alangan rivier. De 45e infanteriedivisie van de VS gaf zich uiteindelijk op 10 april 1942 over.
Corregidor werd nu verdedigd door 11.000 manschappen, bestaande uit het Amerikaanse 4e mariniersregiment, overige infanterie, Amerikaanse artillerie-eenheden en manschappen van de Amerikaanse marine, ingezet als infanterie. De Japanners begonnen hun aanval op Corregidor met een artilleriebombardement op 1 mei. In de nacht van 5 op 6 mei landden twee bataljons van het Japanse 61e infanterieregiment ten noordoosten van het eiland. Ondanks een sterke verdediging, wisten de Japanners een strandhoofd te vormen dat weldra versterkt werd door tanks en artillerie. De verdedigers werden snel teruggedrongen naar de defensieve stelling op Heuvel Malinta.
In de late middag van 6 mei, vroeg Wainwright aan Homma om de voorwaarden tot overgave. Homma stond erop dat overgave moest betekenen dat alle geallieerde strijdkrachten in de Filipijnen zich zouden moeten overgeven. Aangezien Wainwright dacht dat alle levens van diegenen op Corregidor in gevaar zouden komen, ging hij akkoord met de voorwaarden. Op 8 mei stuurde hij een bericht naar Sharp. Hij beval hem om de Visayan Mindanao Eenheid over te geven. Sharp stemde in maar veel individuelen zetten de strijd voor in de vorm van een guerrillaoorlog.
De overgave was het begin van drie en een half jaar van onderdrukking van de geallieerde overlevenden. Deze onderdrukking hield ook onder andere ook de Dodenmars van Bataan in en de uiterst barre levensomstandigheden van de Japanse concentratiekampen.
Geallieerde strijdkrachten begonnen in 1944 met de campagne om de Filipijnen weer in te nemen. Dit begon met landingen op het eiland van Leyte.

## Belang
De verdediging van de Filipijnen was het langstdurende verzet tegen het Japanse keizerlijke leger in de beginfase van de Tweede Wereldoorlog. Na de aanval bij Abucay beperkten de Japanners zich tot belegeringsoperaties in afwachting van versterkingen en hervatten ze hun aanval pas in april, waardoor MacArthur veertig dagen de tijd had om Australië als operationele basis voor te bereiden. Het aanvankelijke verzet in de Filipijnen gaf Australië cruciale tijd om zich te organiseren voor zijn verdediging. Het Filipijns-Amerikaanse verzet tegen de Japanners tot aan de val van Bataan op 9 april 1942 duurde ruim drie maanden.